# Ổ đĩa quang
Xem các nghĩa có tên ổ đĩa tại bài định hướng Ổ đĩa

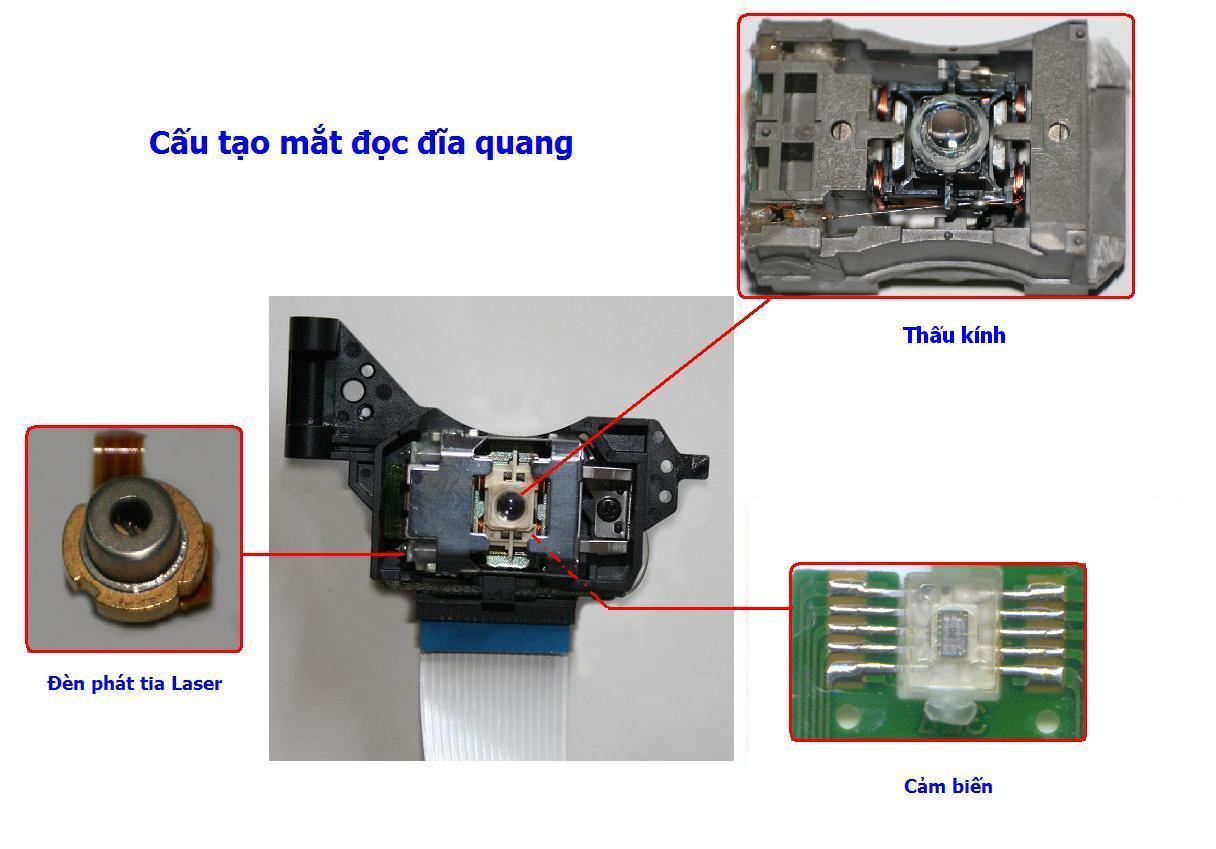
Hệ thống đèn laser, thấu kính và cảm biến của một ổ đĩa quang

Ổ đĩa quang là một loại thiết bị dùng để đọc đĩa quang, nó sử dụng một loại thiết bị phát ra một tia laser chiếu vào bề mặt đĩa quang và phản xạ lại trên đầu thu và được giải mã thành tín hiệu. Bài này viết về những ổ đĩa quang được sử dụng trong các máy vi tính bao gồm ổ đọc dữ liệu (Read-only) và ổ đọc-ghi kết hợp (Burn and Read)

## Kỹ thuật trong ổ đĩa quang
Đối với ổ đĩa chỉ đọc.Sử dụng một laser diode phát ra một tia laser chiếu vào bề mặt đĩa quang và phản xạ lại trên đầu thu,được giải mã thành tín hiệu để đọc.Xem chi tiết Đĩa quang.
Có ba loại đầu đĩa chỉ đọc thông dụng như CD Drive, DVD Drive,và Blu-Ray Drive. Đầu CD Drive sử dụng diode laser hồng ngoại có bước sóng 780 nm class 1 công suất < 3mw. Đầu DVD Drive sử dụng diode laser 650 nm có công suất thấp < 5mw (thường tích hợp module đọc CD). Đầu Blu-Ray Drive sử dụng diode laser 405 nm với công suất < 5mw (thường tích hợp module đọc DVD và CD).

### Cấu tạo
Những bộ phận cơ bản trong ổ đĩa quang là:
1. Module quang học, có chứa các diode laser, cảm biến photodiode, một hoặc nhiều gương bán mạ, hệ thống thấu kính zoom bằng từ trường có 3 khẩu độ là 0.45, 0.60, 0.85 [1] lần lượt cho CD, DVD, Blu-Ray. Bo mạch flexible nhỏ có kết nối flexible cable. Tất cả được gắn trong một vỏ bằng nhựa hoặc kim loại có gắn răng cưa.
2. Module cơ học, gồm động cơ quay đĩa, động cơ quay trục xoắn (vít vô tận), khi gắn trục xoắn với răng cưa của module quang học, chuyển động quay của trục xoắn tạo một mô men đẩy các răng cưa lên xuống-điều khiển vị trí của module quang học. Module quang học trượt trên hai trục kim loại song song với trục xoắn-có tác dụng giữ module ở đúng vị trí. Tất cả được bắt vít trên một khung kim loại.
3. Module phần cứng điều khiển, gồm một bảng mạch in nằm dưới khung kim loại.có các dây cáp flexible nối với bộ phận cơ học và quang học, được tích hợp cổng giao tiếp ATA, SATA hoặc USB.

Đối với các loại đầu đĩa quang khác nhau và do các hãng khác nhau, có cấu tạo module quang học rất khác nhau, được chia làm hai dạng chính là loại có một và loại hai thấu kính. Loại một thấu kính thông dụng hơn vì thiết kế đơn giản. Loại hai thấu kính thường thấy trong một số thế hệ đầu Blu-Ray của máy PS3 và 4, nó chia mắt đọc Blu-Ray và DVD sử dụng thấu kính riêng, tuy nhiên các module sử dụng 1 thấu kính cũng có thể tích hợp nhiều mắt đọc.

### Recorder drive
Đối với những đầu ghi CD-RW, DVD-RW, Br-R..., tuy vậy, thường là loại đầu cả đọc và ghi có module chứa 3 diode laser cùng bước sóng, một cảm biến chung. Diode ghi có công suất từ 200mw trở lên, loại xoá dữ liệu thì với công suất nhỏ hơn, loại cuối có công suất nhỏ nhất để đọc, chỉ cần ở class 1 hoặc 2.

## Các thông số
Tốc độ (Speed) để đọc, hoặc ghi dữ liệu trên máy của ổ đĩa được biểu hiện qua (2X,4X,...24X). X càng lớn tốc độ càng nhanh

## Phân loại
- Loại chỉ đọc (Read-only Disk Drive) chỉ dùng để truy cập dữ liệu trên các đĩa đã ghi dữ liệu từ trước.
- Loại chỉ ghi (Write-only Disk Drive) dùng để ghi dữ liệu trên đĩa trắng CD-R qua một phần mềm ghi đĩa (CD burner) như Nero Burning ROM, Roxio Easy Creator v.v.
- Loại đọc và ghi (Read, Write Disk Drive) có thể đọc, ghi, xóa dữ liệu trên đĩa, thường ký hiệu với 3 thông số trên ổ đĩa như Ví dụ 52x32x52 Tức là ổ đĩa có thể đọc dữ liệu tối đa 52x, ghi dữ liệu trên đĩa ghi xóa ở tốc độ 32x, ghi dữ liệu trên đĩa ghi một lần ở tốc độ tối đa 52x (1x tương đương với 150Kb/giây).